# Затурцы
Зату́рцы (укр. Затурці) — село во Владимирском районе Волынской области Украины. Административный центр Затурцевской сельской общины.
До 2020 года входило в Локачинский район.
Код КОАТУУ — 0722482401. Население по переписи 2001 года составило 1917 человек. Почтовый индекс — 45523. Телефонный код — 3374. Занимает площадь 4,46 км².
Из пруда в центре села берёт исток река Турья (приток Припяти).